# Заривер
Заривер (арм. Զառիվեր) — село в Гехаркуникской области Армении. До 4 июля 2017 года носило название Ахйохуш.

## География
Село расположено в восточной части марза, к северу от автодороги , вблизи государственной границы с Азербайджаном, на расстоянии приблизительно 61 километра (по прямой) к востоку-юго-востоку (ESE) от города Гавар, административного центра области. Абсолютная высота — 2100 метров над уровнем моря.

## Население
| Год переписи | Население          | Население          | Население          | Население            | Население            | Население            |
| Год переписи | Наличное население | Наличное население | Наличное население | Постоянное население | Постоянное население | Постоянное население |
| Год переписи | Всего              | Мужчины            | Женщины            | Всего                | Мужчины              | Женщины              |
| ------------ | ------------------ | ------------------ | ------------------ | -------------------- | -------------------- | -------------------- |
| 2001         | 0                  | 0                  | 0                  | 0                    | 0                    | 0                    |
| 2011         | 0                  | 0                  | 0                  | 0                    | 0                    | 0                    |

| Год  | Численность | Численность |
| ---- | ----------- | ----------- |
| 2011 | 0           |             |